# وجيه كوثراني
وجيه كوثراني باحث في التاريخ والأدب والسياسة بالإضافة إلى كونه أستاذا جامعيا
يعمل حاليًّا أستاذًا باحثًا في المركز العربي للأبحاث ودراسة السياسات، وهو المدير العلمي للإصدارات. كما عمل سابقًا مديرًا للدراسات في مركز دراسات الوحدة العربية ومدير تحرير مجلّة «منبر الحوار» في بيروت. وشغل وظيفة أستاذ في الجامعة اللبنانية قبل عام 2005

## المؤهلات العلمية
الدكتور وجيه الكوثراني حاصل على درجة الدكتوراه من جامعة السوربون في باريس، ودكتوراه من جامعة القدّيس يوسف في لبنان، وحاز على شهادة الماجستير من جامعة بروكسل بعد أن نال البكالوريوس في التاريخ من الجامعة اللبنانيّة

## ولادته ودراسته
- ولد في بلدة أنصار إحدى قرى جبل عامل في جنوب لبنان وذلك في العام 1941م.
- حائز على دكتوراة في التاريخ من جامعة السوربون في باريس في العام 1974م.
- حائز على دكتوراة دولة في الآداب من جامعة القديس يوسف - بيروت في العام 1985م.
- أستاذ التاريخ في كلية الآداب في الجامعة اللبنانية
- رئيس تحرير مجلة «منبر الحوار»

## مؤلفاته
1. الاتجاهات السياسية والاجتماعية في جبل لبنان والشرق العربي
2. بلاد الشام: الاقتصاد والسكان والسياسة الفرنسية في مطلع القرن العشرين
3. وثائق المؤتمر العربي الأول
4. المسألة الثقافية في لبنان
5. السلطة والمجتمع والعمل السياسي
6. الفقيه والسلطان
7. مشروع النهوض العربي
8. الدولة والخلافة في الخطاب العربي إبّان الثورة الكمالية في تركيا
9. الذاكرة والتاريخ في القرن العشرين
10. تأريخ التأريخ

## انظر
1. وجبه كوثراني مؤرخ البنى والتحولات
2. فوكوياما، هنتغتون، والإسلام